# Choveys-e Yek
Choveys-e Yek (persiska: چویس یک) är en ort i Iran.   Den ligger i provinsen Khuzestan, i den centrala delen av landet, 500 km sydväst om huvudstaden Teheran. Choveys-e Yek ligger 28 meter över havet och antalet invånare är 257.
Terrängen runt Choveys-e Yek är mycket platt. Runt Choveys-e Yek är det ganska tätbefolkat, med 144 invånare per kvadratkilometer. Närmaste större samhälle är Yekāvīyeh-ye Yek, 8,9 km öster om Choveys-e Yek. Trakten runt Choveys-e Yek är ofruktbar med lite eller ingen växtlighet.